# Fístula de líquido cefalorraquídeo

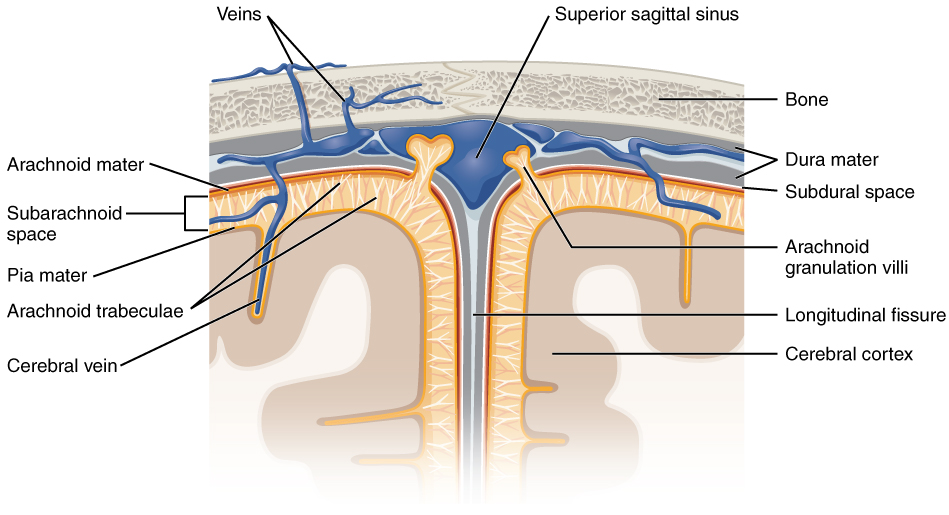
Estructura anatómica de las meninges a nivel encefálico, de "Textbook OpenStax Anatomy and Physiology", 2016

En medicina se llama fístula del líquido cefalorraquídeo a la comunicación anómala del espacio subaracnoideo con el exterior, lo que permite al líquido cefalorraquídeo fluir libremente fuera del organismo. Se produce con más frecuencia por una solución de continuidad en la lámina cribosa del hueso etmoides que provoca la salida del fluido al exterior a través de la nariz (rinolicuorrea). Una de las causas son los traumatismos que afectan a la base del cráneo. Puede provocar complicaciones, entre ellas la aparición de meningitis. Para que tenga lugar una fístula de líquido cefalorraquídeo es necesario que se produzca una brecha osteomeníngea que afecte a la barrera ósea y de duramadre que rodea tanto al encéfalo como a la médula espinal.

## Síntomas
La sintomatología es variable dependiendo del lugar donde esté situada la fístula, si el líquido cefalorraquídeo sale al exterior a través de la nariz (rinolicuorrea) se produce un goteo nasal constante de una sustancia líquida que no es moco, en otras ocasiones la fístula drena a través del oído (otolicuorrea). Puede producirse dolor de cabeza u otras molestias, pero el problema principal es que se establece una conexión directa entre el exterior y el sistema nervioso central que sirve de puerta de entrada para gérmenes patógenos que son causa de meningitis en muchas ocasiones.